# Rugby Europe International Championships 2020/2021

Schemat rozgrywek

Rugby Europe International Championships 2020/2021 – piąta edycja rozgrywek organizowanych przez Rugby Europe, w których triumfator sięga po tytuł mistrza Europy tej organizacji.

## Format rozgrywek
Z uwagi na trudności spowodowane pandemią COVID-19 w marcu 2021 roku zdecydowano o odwołaniu w sezonie 2020/2021 rozgrywek na poziomach Trophy, Conference i Development. W konsekwencji zmagania w ramach Rugby Europe International Championships ograniczono jedynie do najwyższej grupy, Rugby Europe Championship. W niej sześć drużyn rozgrywa jeden mecz w systemie każdy z każdym. Za zwycięstwo w meczu przyznawano cztery punkty, za remis dwa, nie przewidziano punktów za porażkę. Dodatkowo przyznawano punkty bonusowe: za zwycięstwo trzema przyłożeniami więcej od rywali, za porażkę nie więcej niż 7 punktami oraz punkt za Wielki Szlem (komplet zwycięstw). Najlepszej drużynie po zakończeniu sezonu przyznawano tytuł mistrza Rugby Europe.
Rozgrywki rozpoczęły się w marcu 2021 roku pomimo tego, że szósty uczestnik zmagań – wygrany z barażu pomiędzy szóstą drużyną Championship i zwycięzcą Trophy z poprzedniego sezonu został wyłoniony dopiero pod koniec maja tego roku.

## Rugby Europe Championship
|   | Drużyna    | Mecze | Wygrane | Remisy | Przegrane | Bilans punktów | Różnica | Punkty dodatkowe | Punkty |
| - | ---------- | ----- | ------- | ------ | --------- | -------------- | ------- | ---------------- | ------ |
| 1 | Gruzja     | 5     | 5       | 0      | 0         | 153:73         | +80     | 4                | 24     |
| 2 | Rumunia    | 5     | 3       | 0      | 2         | 136:104        | +32     | 2                | 14     |
| 3 | Portugalia | 5     | 3       | 0      | 2         | 196:139        | +57     | 2                | 14     |
| 4 | Hiszpania  | 5     | 2       | 0      | 3         | 164:109        | +55     | 4                | 12     |
| 5 | Rosja      | 5     | 2       | 0      | 3         | 97:142         | −45     | 1                | 9      |
| 6 | Holandia   | 5     | 0       | 0      | 5         | 73:252         | −179    | 0                | 0      |

|            | Gruzja | Hiszpania | Holandia | Portugalia | Rosja | Rumunia |
| ---------- | ------ | --------- | -------- | ---------- | ----- | ------- |
| Gruzja     |        |           | 48:15    |            |       | 28:17   |
| Hiszpania  | 19:25  |           |          |            | 49:12 |         |
| Holandia   |        | 7:52      |          | 28:61      | 8:35  |         |
| Portugalia | 16:29  | 43:28     |          |            |       | 27:28   |
| Rosja      | 6:23   |           |          | 26:49      |       | 18:13   |
| Rumunia    |        | 22:16     | 56:15    |            |       |         |